# Behaimia
Behaimia é um género botânico pertencente à família Fabaceae.

## Espécies
- Behaimia cubensis